# البیگناسگو
البیگناسگو (به ایتالیایی: Albignasego) یک سکونتگاه مسکونی در ایتالیا است که در استان پادووا واقع شده‌است.

## خصوصیات
البیگناسگو ۲۰٫۹۹ کیلومترمربع مساحت و ۲۲٬۴۵۴ نفر جمعیت دارد و ۱۱ متر بالاتر از سطح دریا واقع شده‌است.